# Charlie Smith (poeta)
Charlie Smith (Moultrie, Georgia; 27 de junio de 1947) es un poeta y novelista estadounidense. 

## Biografía
Estudió en la Phillips Exeter Academy y, tras servir en los cuerpos de paz en Micronesia de 1968 a 1970, en la Universidad de Duke y en la Universidad de Iowa. Ha recibido reseñas elogiosas del New York Times y becas de la Fundación Guggenheim, el National Endowment for the Arts, y la New York Foundation for the Arts. Recibió el Premio Levinson de la revista Poetry. Recibió el Premio Aga Khan de The Paris Review por su cuento Crystal River. Ha enseñado en la Universidad de Alabama y de Princeton. Vive en Nueva York.

### Poesía
- Red Roads, ed. Plume, 1987.
- Indistinguishable from the Darkness, ed. W. W. Norton & Company, 1990.
- The Palms, 1993.
- Before and After, 1995.
- Heroin and other poems, 2000.
- Women of America, 2004.
- Word Comix, ed. W. W. Norton & Co., 2009.

### Novela
- Cheap Ticket to Heaven, ed. Henry Holt, 1996
- Chimney Rock, 1993.
- The Lives of the Dead, 1990.
- Shine Hawk, 1988.
- Canaan, 1985.
- Crystal River, 1991.